# روش پنالتی
روش‌های پنالتی کلاس خاصی از الگوریتم‌ها هستند که برای حل مسائل بهینه‌سازی (ریاضیات) مقید به کار می‌روند.
روش پنالتی یک مسئله بهینه‌سازی محدود را با مجموعه‌ای از مسائل بدون قید جایگزین می‌کند. مسائل بدون قید با افزودن یک شرط به تابع هدفی به وجود می‌آیند که متشکل از یک پارامتر پنالتی و میزانی از نقض قید و محدودیت‌ها هستند. زمانی که محدوده‌ها نقض شوند، میزان نقض مخالف صفر و زمانی که محدوده‌ها نقض نشوند، برابر با صفر می‌باشد.
استفاده از پارامترهای پنالتی منفی در سال ۱۹۹۹ در مدل‌سازی محدوده‌های سامانه‌های سازه‌ای، به منظور محاسبه بسامدهای طبیعی با استفاده از روش ریلی-ریتز (Rayleigh-Ritz) معرفی شد. برای چنین مسایلی، نشانه خطای ناشی از نقض شرایط محدودیت، به نشانه ضریب پنالتی بستگی دارد. از این رو، اثبات شده‌است که خطای ناشی از نقض محدودیت با استفاده از روش پنالتی، قابل تعریف و کنترل با استفاده از ترکیبی از پارامترهای پنالتی مثبت و منفی است.

## نمونه
فرض می‌کنیم که مسئله مقید زیر را می‌خواهیم حل کنیم:
{\displaystyle \min f(\mathbf {x} )}
{\displaystyle c_{i}(\mathbf {x} )\geq 0~\forall i\in I.}
این مسئله می‌تواند به عنوان مجموعه‌ای از مسئله‌های مقید کمینه سازی حل شوند:
{\displaystyle \min \Phi _{k}(\mathbf {x} )=f(\mathbf {x} )+\sigma _{k}~\sum _{i\in I}~g(c_{i}(\mathbf {x} ))}
که در آن
{\displaystyle g(c_{i}(\mathbf {x} ))=\min(0,~c_{i}(\mathbf {x} ))^{2}.}
در معادله بالا {\displaystyle g(c_{i}(\mathbf {x} ))} یک تابع پنالتی است که در آن {\displaystyle \sigma _{k}} ضریب‌های پنالتی هستند. در هر تکرار k از متد، ضریب پنالتی {\displaystyle \sigma _{k}} را افزایش می‌دهیم (مثلاً با ضریب ۱۰)، مسئله بدون قید را حل می‌کنیم و جواب را به عنوان حدس اولیه برای تکرار بعدی به کار می‌بریم. راه حل‌های مسائل بدون قید بعدی سرانجام به راه حل مسئله مقید اصلی می‌انجامد.